# София (аэропорт)
Аэропорт Васил Левски София (ИАТА: SOF, ИКАО: LBSF) (болг. Летище „Васил Левски“ София)— главный аэропорт в Софии, Болгария. Аэропорт является хабом авиакомпаний Bulgaria Air (правопреемник обанкротившейся компании Балканские Авиалинии). Пассажирооборот аэропорта в 2006 году составил 2,2 млн, в 2019 году — 7,1 млн пассажиров.

## История
Аэропорт был построен в 1930-е годы в предместье тогда относительно небольшой болгарской столицы.
23 октября 1977 года из аэропорта Софии во Владивосток совершил беспосадочный перелёт советский Ил-62М, установивший рекорд беспосадочного полёта для реактивных самолётов (10 074 км за 13 часов 1 минуту).
Сегодня аэропорт с трудом справляется с возросшим трафиком. После изучения различных возможностей, в том числе строительства нового аэропорта в 70 км от Софии, было принято решение о расширении существующего аэропорта. Второй терминал аэропорта был официально открыт 27 декабря 2006 года.

## Реконструкция аэропорта

Модель терминала 2 в холле аэропорта

Новый терминал был построен к востоку от существующего терминала, а новая взлётно-посадочная полоса была построена рядом с существующей. После этого старая взлётно-посадочная полоса была переделана в рулёжную дорожку, параллельную новой взлётно-посадочной полосе. Обе они пересекают реку Искыр по мосту. Новая взлётно-посадочная полоса была открыта в августе 2006 года, новый терминал открылся в декабре 2006 года.
Общая запланированная стоимость проекта составила 200 млн евро. Финансирование поступало в 1997-98 годах от Европейского Инвестиционного Банка (60 млн евро), Фонд Кувейта Арабского Экономического Развития (12,3 млн кувейтских динаров, около 41,5 млн евро), по программе Phare Европейского союза (7,6 млн евро). В августе 2000 года по программе ISPA было предоставлен грант в размере 50 млн евро.
Подрядчиком строительства здания терминала стало немецкое подразделение австрийской компании Strabag, подрядчиком строительства взлётно-посадочной полосы стал консорциум кувейтской компании Mohamed Abdulmohsin al-Kharafi & Sons и компании из ОАЭ Admak General Contracting Company.

## Транспорт

### Метро
В апреле 2015 года открылся участок Цариградско шосе — Аэропорт София Софийского метрополитена. Станция метро Аэропорт София стала конечной для данного участка, интегрированной с комплексом аэропорта.

### Автобус
Существует 2 автобусных маршрута, которые соединяют Терминалы 1 и 2 с центром города, непосредственно они следуют к Софийскому Университету. Время пути — около 20 минут, но пробки могут увеличить это время.
Из\в Терминала 1: маршрут номер 84
Из\в Терминала 2: маршрут номер 384
Цена на билет за 1 поездку июля 2014 года: BGN 1,60 или 0,8 €, билеты можно купить в киосках или от водителя. При покупке билета от водителя, нужно сделать маршрутное отверстие при помощи  компостера

### Шаттл
Микроавтобус номер 30 выполняет рейсы между терминалами и в крупнейший район Софии Люлин. Стоимость билета на апрель 2008 года: BGN 1,50 или €0,75

### Такси
Такси можно воспользоваться в Терминалах 1 и 2. Плата за проезд такси к центру города — от 5 € до 8 € в зависимости от наличия пробок, до центрального ж/д и автобусного вокзала - 10 евро. Средние цены за километр — около 0,35 € с апреля 2008 года.

## Средство связи

### Телефон
В зале ожиданий, а так же в транзитных зон установлены таксофоны (телефоны-автоматы). Принимает специальную карточку или обычные болгарские монеты (стотинки и лева).

### Интернет
Работает бесплатный Wi-Fi.  

## Терминалы и авиакомпании

### Терминал 1
- Aviaexpress (Скопье)
- easyJet (Лондон-Гатвик)
- MyAir (Болонья, Милан-Бергамо, Венеция)
- Wizz Air (Тель-Авив, Барселона, Брюссель-Шарлеруа, Дортмунд, Лондон-Лутон, Милан-Бергамо, Рим-Фьюмичино, Валенсия, Варна, Киев)

### Терминал 2

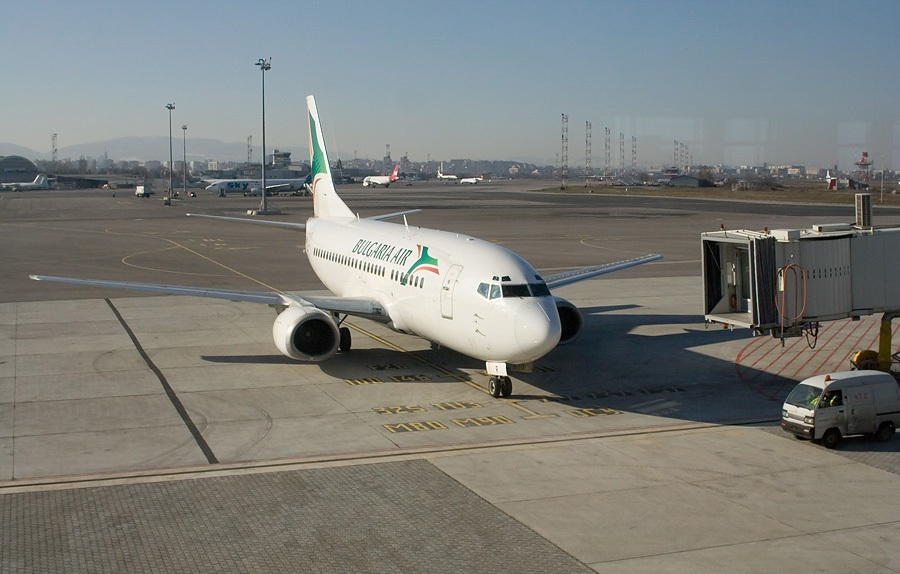
Рейс FB408 прибыл из Брюсселя

Новый Терминал 2 был официально открыт 27 декабря 2006 года с символического прибытия самолёта Bulgaria Air рейса FB 408 из Брюсселя. Это был один из самых больших проектов в Болгарии, средства на реализацию её были получены по программе ЕС ISPA. Был построен новый терминал, новый перрон, стоянки самолётов, модернизированы существующие перроны и стоянки самолётов, а также построены соединяющие их рулёжные дорожки. Терминал площадью 50 000 м² имеет 7 телетрапов, 38 стоек регистрации и автостоянку на 820 транспортных средств.
Новый терминал расположен к востоку от Терминала 1 и значительно больше его; Терминал 1 в дальнейшем планируется использовать для обслуживания лоу-кост авиакомпаний.
Новый пассажирский терминал имеет пропускную способность 2 000 пассажиров в час пик и до 2,6 млн пассажиров в год, а также 26 000 тонн груза. Впервые в Болгарии в аэропорту появились телетрапы.
Вблизи аэропорта построен новый Центр Аэропорта Софии, где располагаются офисы и логистические центры.
Была благоустроена территория вокруг терминала: построена автодорога и были проведены ландшафтные работы, включая искусственное озеро и фонтан.

Интерьер Терминала 2

Билетные кассы, пункты проката автомобилей, банки, почтовое отделение и кафетерии расположены в Терминале 2. В торговой зоне продаётся болгарское вино и другие алкогольные напитки. Терминал 2 разрабатывался с учётом потребностей пассажиров-инвалидов. Для них доступ к разным уровням терминала и к многоэтажной автостоянке через лифты и эскалаторы значительно упрощён. 
- Aegean Airlines (Афины)
- Aer Lingus (Дублин)
- Air France (Париж-Шарль де Голль)
- Air Malta (Мальта)
- Austrian Airlines (Вена)
- British Airways (Лондон-Хитроу)
- Bulgaria Air (Аликанте, Амстердам, Афины, Барселона, Бейрут, Берлин-Тегель, Бургас, Брюссель, Бухарест-Отопени, Дубай, Франкфурт, Стамбул, Ларнака, Лондон-Хитроу, Лондон-Гатвик, Мадрид, Малага, Манчестер, Москва-Шереметьево, Пальма де Майорка, Пафос, Париж-Шарль де Голль, Прага, Рим-Фьюмичино, Скопье, Тель-Авив, Тирана, Триполи, Валенсия, Варна, Вена, Цюрих)
- Cyprus Airways (Ларнака)
- El Al (Тель-Авив)
- LOT Polish Airlines (Варшава)
- Lufthansa (Франкфурт, Мюнхен)
  - Lufthansa Regional оператор Eurowings (Дюссельдорф)
  - Lufthansa Regional оператор Lufthansa CityLine (Мюнхен)
- Olympic Airlines (Афины)
- RAK Airways (Рас-эль-Хайма)
- Россия (Санкт-Петербург) сезонный
- Swiss International Air Lines (Цюрих)
- TAROM (Бухарест-Отопени)
- Turkish Airlines (Стамбул-Ататюрк)

### Чартерные авиакомпании
- AtlasJet (Анталья, Даламан)
- BH Air (Анталья, Дубай, Лондон-Гатвик, Шарм-эш-Шейх)
- S7 Airlines (Москва)

### Грузовые авиакомпании
- DHL Aviation (Лейпциг/Галле)
- TNT Airways (Льеж)
- Farnair